# Lesnowka (rejon fatieżski)
Lesnowka (ros. Лесновка) – wieś (ros. деревня, trb. dieriewnia) w zachodniej Rosji, w sielsowiecie wierchnielubażskim rejonu fatieżskiego w obwodzie kurskim.

## Geografia
Miejscowość położona jest w dorzeczu Swapy (prawy dopływ Sejmu), 8 km od centrum administracyjnego sielsowietu (Wierchnij Lubaż), 19 km na północny zachód od centrum administracyjnego rejonu (Fatież), 65 km na północny zachód od Kurska, 6 km od drogi magistralnej (federalnego znaczenia) M2 «Krym» (część trasy europejskiej E105).
We wsi znajduje się 41 posesji.
Klimat
Miejscowość, jak i cały rejon, znajduje się w strefie klimatu kontynentalnego z łagodnym ciepłym latem i równomiernie rozłożonymi opadami rocznymi (Dfb w klasyfikacji klimatów Köppena).

## Demografia
W 2010 r. wieś zamieszkiwało 11 osób.